# Список кратерів на Місяці, Й
| А Б В Г Д Е Є Ж З І Й К Л М Н О П Р С Т У Ф Х Ц Ч Ш Ю Я |

| Кратер | Латинська назва | Діаметр, км | Епонім                        | Рік затвердження МАС |
| ------ | --------------- | ----------- | ----------------------------- | -------------------- |
| Йоші   | Yoshi           | 0,5         | Японське чоловіче ім'я (Йосі) | 1976                 |